# The Big Bopper
Jiles Perry „J. P.“ Richardson, Jr. (24. října 1930 – 3. února 1959), známý jako The Big Bopper, byl americký hudebník, skladatel a DJ.

## Životopis
J. P. Richardson se narodil v Sabine Pass v Texasu a zanedlouho se s rodinou přestěhovali do Beaumontu. V roce 1947 dokončil studium na Beaumont High School. Poté studoval právo na Lamar University. Na částečný úvazek pracoval v beamountském rádiu KTRM. V roce 1949 ukončil studium a začal zde pracovat na plný úvazek. 18. dubna 1952 se oženil s Adrianne Joy Fryou a v prosinci 1953 se jim narodila dcera Debra Joy. V březnu 1955 byl odveden do U.S. Army a základní výcvik získal ve Fort Ord v Kalifornii. Zbytek ze své dvouleté služby strávil ve Fort Ord v texaském El Pasu. Poté se vrátil do rádia KTRM, kde od pondělí do pátku uváděl „Dishwashers' Serenade“. Jeden ze sponzorů navrhl, aby měl Richardson vlastní show. Podle názvu tance The Bop se rozhodl říkat si „The Big Bopper“. Jeho nová show běžela od tří do šesti hodin odpoledne a Richardson se brzy stal programovým ředitelem. V květnu 1957 překonal rekord nepřetržitého vysílání o osm minut. Richardson vysílal celkem pět dnů, dvě hodiny a osm minut a zahrál 1 821 písní.
Richardson – který hrál na kytaru – začal svoji hudební kariéru jako skladatel. George Jones později nahrál Richardsonovu skladbu „White Lightning“. Dále Richardson také napsal píseň „Running Bear“ pro Johnnyho Prestona, přítele z texaského Port Arthuru. Richardson zde zpíval doprovodné vokály, ale tato nahrávka vyšla až v září 1959, několik měsíců po jeho smrti. Richardson sám začal nahrávat díky Haroldu „Pappy“ Dailymu, který mu zajistil smlouvu s Mercury Records. Jeho první singl „Beggar To A King“ ale nebyl příliš úspěšný. Zanedlouho jako The Big Bopper nahrál pro Dailyho vydavatelství D Records píseň „Chantilly Lace“. Mercury tuto nahrávku odkoupili a v létě 1958 vydali. Umístila se na šestém místě v popových hitparádách a také inspirovala Jayne Mansfield k napsání „That Makes It“. Po úspěchu „Chantilly Lace“ si Richardson dal pauzu od práce v KTRM a vydal se na turné „Winter Dance Party“, jehož hvězdami byli Buddy Holly, Ritchie Valens a Dion and the Belmonts. Jedenáctou zastávkou byl koncert v Surf Ballroom v Clear Lake v Iowě. Hudebníci cestovali autobusem, ale protože byla zima, několik z nich kvůli tomu onemocnělo. Holly se proto rozhodl, že si na cestu na další koncert v Moorhead v Minnesotě pronajme letadlo. Pilotovi, který byl po dlouhém pracovním dni unavený, nebylo řečeno o blížící se sněhové bouři. Letadlo zůstalo ve vzduchu jen několik minut. Není zcela jasné, co bylo příčinou havárie. Zemřela při ní nicméně celá posádka letadla a 3. únor je proto označován jako Den, kdy zemřela hudba.